# Sikkarayapuram
Sikkarayapuram è una suddivisione dell'India, classificata come census town, di 5.807 abitanti, situata nel distretto di Kanchipuram, nello stato federato del Tamil Nadu. In base al numero di abitanti la città rientra nella classe V (da 5.000 a 9.999 persone).

## Geografia fisica
La città è situata a 13° 01' 08 N e 80° 05' 47 E.

## Società

### Evoluzione demografica
Al censimento del 2001 la popolazione di Sikkarayapuram assommava a 5.807 persone, delle quali 3.065 maschi e 2.742 femmine. I bambini di età inferiore o uguale ai sei anni assommavano a 851, dei quali 443 maschi e 408 femmine. Infine, coloro che erano in grado di saper almeno leggere e scrivere erano 3.201, dei quali 1.897 maschi e 1.304 femmine.